# Gabon Télécom
 (novembre 2012).
Si vous disposez d'ouvrages ou d'articles de référence ou si vous connaissez des sites web de qualité traitant du thème abordé ici, merci de compléter l'article en donnant les références utiles à sa vérifiabilité et en les liant à la section « Notes et références ».
Moov Africa Gabon Télécom est l’opérateur historique gabonais née de la scission en 2001 de l’Office des Postes et Télécommunications conformément à la loi n°004/2001 du 27 juin 2001 portant réorganisation du secteur des postes et du secteur des télécommunications. En mars 1999, Gabon Télécom a créé Libertis, sa filiale mobile, détenue à 100 %, qui obtient la seconde licence d’exploitation d’un réseau de téléphonie Mobile de type GSM en 2007. Jusqu’en 2006, le capital de Gabon Télécom est détenu à 100 % par l’État gabonais. En février 2007, à la suite d'un appel d'offres international, l’État gabonais cède 51 % des actions à Maroc Telecom.

## Une privatisation contestée
En tant que député, Pierre Mamboundou s'est opposé devant le Conseil d'Etat à la privatisation de la société Gabon Télécom finalement cédée à Maroc Télécom, jugeant le contrat de cession léonin et identifiant six causes de nullité.
Pierre Mamboundou  fut d'ailleurs empêché de s'exprimer sur la privatisation de Gabon Télécom dans l'hémicycle par Guy Nzouba-Ndama, président de l'Assemblée nationale gabonaise.

## Téléphonie fixe, données et Internet
Gabon Télécom SA fournit des services de téléphonie fixe (voix et données) ainsi que l’accès à Internet. Bien que Gabon Télécom SA ne détienne plus, depuis juin 2001, le monopole de certains services de base comme l’Internet, il demeure l’unique opérateur de téléphonie fixe au Gabon jusqu’en 2011. Le parc de téléphonie fixe s’établit à plus de 33 000 au 31 décembre 2008, soit un taux de pénétration de 2,2 %, et couvre les principales villes gabonaises. Gabon Télécom SA offre également l’accès à Internet via le réseau téléphonique RTC, des liaisons RNIS, des liaisons louées, l’ADSL et le fixe sur la technologie CDMA (lancé en décembre 2007). Le parc Internet s’établit à environ 14 000 accès au 31 décembre 2008.

## Téléphonie mobile
La société Libertis, filiale à 100 % de Gabon Télécom SA, fournit des services prépayés et postpayés et offre le roaming et les SMS, ainsi que des services adaptés aux entreprises, tels que les groupes fermés d’usagers. Libertis consent des réductions sur les volumes et des promotions sur les recharges. Évoluant dans un marché concurrentiel, Libertis compte, à fin décembre 2008, un parc d'environ 447 000 clients mobile. Le taux de pénétration est de l’ordre de 93 % à fin 2008. Le marché est partagé entre quatre opérateurs : Libertis, Airtel (Zain), Moov (Telecel) et Azur (nouvellement installé). Les parts de marché au 31 décembre 2008 étaient de 59 % pour Zain Gabon, 32 % pour Libertis et de 9 % pour Moov (estimation Maroc Telecom).